# Lionel Carole
Lionel Jules Carole (ur. 12 kwietnia 1991 w Montreuil) – francuski piłkarz występujący na pozycji obrońcy w Kayserisporze.